# Bagh-e Fin

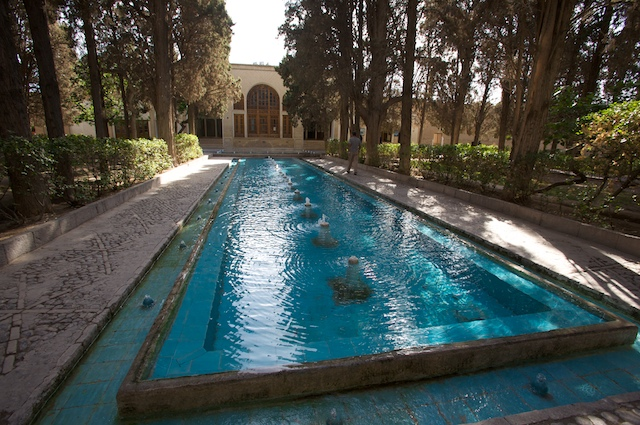
Bagh-e Fin

Bagh-e Fin (per. باغ فین) - ogród na przedmieściach Kaszanu w prowincji Isfahan w środkowym Iranie, przykład ogrodów perskich. Można obserwować tu grę wody i światła, doskonałą symetrię oraz architekturę ogrodową z czasów Safawidów z centralnym pawilonem i wodnymi kanałami. Wody dostarcza obfite źródło Suleymaniyeh, dawniej zaopatrujące cały Kaszan. Zespół pałacowo-parkowy zbudowano dla szacha Abbasa I. Za czasów Kadżarów dokonano licznych napraw i przeprowadzono gruntowną przebudowę.
W 2011 Bagh-e Fin wpisany został  wraz z innymi perskimi ogrodami w Iranie na listę światowego dziedzictwa UNESCO.